# Muhammad Haji Ibrahim Egal
Mohamed Haji Ibrahim Egal (somali:  Maxamed Xaaji Ibraahim Cigaal, 15 de agosto de 1928 – Pretória, 3 de maio de 2002) foi um político somali. Ele foi primeiro-ministro do Estado da Somalilândia e primeiro-ministro da Somália em duas ocasiões (1960 e 1967 - 1969). Também atuou como presidente da Somalilândia, uma república autodeclarada reconhecida internacionalmente como uma região autônoma da Somália, de 1993 a 2002. 